# Reichenberg
Reichenberg és un municipi situat en el districte de Würzburg, en l'estat federat de Baviera (Alemanya), amb una població a la fi de 2016 d'uns 4035 habitants.
Està situat al nord-oest de l'Estat, a la regió de Baixa Francònia, prop de la riba del riu Main —un afluent del riu Rin—, de la ciutat de Würzburg i de la frontera amb l'Estat de Baden-Württemberg.